# Dichotomius virescens
Dichotomius virescens är en skalbaggsart som beskrevs av Luederwaldt 1935. Dichotomius virescens ingår i släktet Dichotomius och familjen bladhorningar. Inga underarter finns listade i Catalogue of Life.